# Stoneboro
Stoneboro es un borough ubicado en el condado de Mercer en el estado estadounidense de Pensilvania. En el año 2000 tenía una población de 1,104 habitantes y una densidad poblacional de 153 personas por km².

## Geografía
Stoneboro se encuentra ubicado en las coordenadas 41°20′21″N 80°6′29″O / 41.33917, -80.10806

## Demografía
Según la Oficina del Censo en 2000 los ingresos medios por hogar en la localidad eran de $30,592 y los ingresos medios por familia eran $35,714. Los hombres tenían unos ingresos medios de $32,014 frente a los $19,861 para las mujeres. La renta per cápita para la localidad era de $14,999. Alrededor del 9.8% de la población estaba por debajo del umbral de pobreza.